# بيت صدام
بيت صدام (بالإنجليزية: House of Saddam)‏ هو عمل درامي تلفزيوني من أربع أجزاء يصور بروز ثم سقوط الرئيس العراقي صدام حسين وعائلته، ويعد العمل إنتاجا مشتركا بين البي بي سي وHBO، وبدأ عرض المسلسل في 30 يوليو سنة 2008 على شاشة BBC Two في المملكة المتحدة.

## الحلقات

### الجزء الأول
1979: تُظهر أحداث ما قبل بداية الفيلم صدام وهو يشاهد بيان الحرب للرئيس الأمريكي جورج و. بوش في مارس 2003. وعندما يبدأ قصف بغداد، تبدأ عائلة صدام بحمل أغراضها والخروج من القصر الرئاسي.
تبدأ أحداث الفلم في صيف 1979 في حفل عيد ميلاد ابنة نائب رئيس الجمهورية، صدام حسين، حلا، حيث يدعو صدام الكثير من مقربيه لحفل العيد ميلاد السابع. من بين المدعوين:
- طارق عزيز - وزير الخارجية
- علي حسن المجيد - عضو مجلس قيادة الثورة
- عدنان خير الله - وزير الدفاع
- برزان إبراهيم التكريتي - رئيس جهاز المخابرات

صدام، خوفاً من القوة المتصاعدة لخميني في إيران والاتحاد المقترح مع سوريا، يقوم بتنفيذ عملية انتزاع الحكم من الرئيس أحمد حسن البكر. الرئيس الجديد صدام حسين يأمر أخيه غير الشقيق برزان بأن يبدأ بعملية تطهير دموية لقيادة حزب البعث العربي الاشتراكي. صدام بنفسه يقوم بإعدام صديقه الحميم عدنان الحمداني لكي يظهر بقوة. يقوم حزب الدعوة الإسلامي بهز العاصمة بغداد بسلسلة من التفجيرات عندما يكون صدام في سفرة صيد في تكريت مع زوجته ساجدة خيرالله طلفاح وابنه عدي.
يحاول صدام أن يبقي العلاقات جيدة مع الولايات المتحدة ويذهب ببلده إلى الحرب العراقية-الإيرانية، فيما يبدأ بعلاقة مع مرأة متزوجة اسمها سميرة الشهبندر. أيضاً يقوم بأمر إعدام اثنين من أعلى قادة الجيش العراقي بسبب هزيمة الجيش في مدينة المحمرة ويصبح ضد برزان بعد موت والدتهم. بعد أن ينجو صدام من عملية اغتيال في مدينة الدجيل المتأثرة بحزب الدعوة، يخشى برزان على حياته ويمحو المدينة كلها حسب أوامر صدام لمعاقبة الفاعلين وعوائلهم. يزوّج صدام ابنته رغد إلى حسين كامل ليعزز من علاقته مع عائلة والده «المجيد». يصبح حسين كامل رئيس الحرس الجمهوري الجديد ويتم نفي برزان.

### الجزء الثاني
1988: تظهر أحداث ما قبل بداية الحلقة حسين كامل وهو يشهد فقدان عدي للسيطرة على نفسه في أحد النوادي الليلية في بغداد في 1988.
يبدأ صدام بتوكيل عادل كامل ببناء قوس النصر احتفالاً بالنصر على إيران ولكن عراق ما-بعد-الحرب يرى العراق يجابه الإفلاس حيث يقوم الكويت بتخفيض أسعار النفط عن طريق إزادة الإنتاج. ساجدة تعرف أن صدام قد تزوج سميرة عليها وتلوم مرافقه الموثوق كامل حنا. حسين كامل، يلاحظ فجوة في الثقة، يقوم بزيادة عدم الثقة بين صدام وأخو زوجته عدنان خيرالله. طارق عزيز، في اجتماع الأوبك في جنيف، يُظهر أن الكويت كان يقوم بعمليات حفر للنفط مائلة تسرق النفط من أراضي العراق. يقوم عدي صدام بضرب كامل حنا وقتله في حفلة متأخرة في الليل، وبسبب ذلك يقوم صدام برميه في السجن وضربه. يتم قتل عدنان في «حادث» هيليكوبتر مشبوه.
ساجدة تواجه صدام حول موت أخيها ولكن يقوم بإنكار إتهامتها قائلاً أن موت أخيها ما كان إلا حادثاً مؤسفاً. يقوم صدام حسين بمقابلة السفيرة الأمريكية أبريل غلاسبي ويأخذ جملتها ذات الـ «لا رأي» كتأييد لكي يقوم بغزو الكويت ولكن حالاً بعد حدوث الحرب، يقوم الرئيس الأمريكي جورج ه.و. بوش بإدانة الغزو. يرفض صدام الانسحاب من الكويت ويُجبر على الانتقال إلى مواقع مختلفة عندما بدأت حرب الخليج وبدأ قصف بغداد. يجُبر الجيش العراقي على الانسحاب ولكن الأمريكان يقومون بعمل وقف لإطلاق النار وينسحبون إلى الحدود تاركين صدام معانداً.

### الجزء الثالث
1995: نجا العراق من حرب الخليج ولكن تمت إعاقته اقتصادياً، حيث رفضت الأمم المتحدة رفع العقوبات إلا أن تعاون الحكومة مع مفتشي الأسلحة. يقول صدام أنه ليس له أي شيء ليخفيه مما يسبب إلى مشادة بينه وبين مفتشف الأمم المتحدة الرئيسي، رولف إيكيوس.
بالرغم من ذلك، يُظهر صدام اهتماماً أكبر بتعقب جذور عائلته. يقوم بإهمال قصي، الذي يحاول أن يحذره من تصرف عدي الغير مقبول. بدل السماع له، يقوم صدام بتقديم شجرة العائلة لقصي و«الدليل» على أنهم منحدرين من سلاسة نبي الإسلام محمد. يبدو قصي قلقاً حول تفكير أباه، ولكن يتركه بشأنه ويخرج بهدوء. في ما بعد، يأمر صدام بأن تكتب نسخة من القرآن بدمه.
يستمر النزاع بين حسين كامل وعدي صدام حسين وتخرج عن السيطرة، حيث يقوم ابن الرئيس ذو التصرفات غير المقبولة بالاستخفاف بحسين كامل ورمي الطعام على ملابسه أثناء وجبة طعام مع أقرب الناس لصدام. يعبر حسين كامل عن عدم موافقته على طريقة حكم صدام التي تسمح لعدي بأن يتصرف بطريقة وحشية كما يشاء، من غير أن يسيطر عليه أحد. ينتهي صبر حسين كامل عندما يأخذ عدي شحنة من المستلزمات الطبية التي كان حسين يريد أن يبيعها مشاركة مع أخيه صدام كامل. حسين كامل يقول لأخاه عن خطته لإبعاد صدام عن السلطة بالتعاون من مفتش الأمم المتحدة للأسلحة إيكيوس ومع السي آي أي، والتي يأمل حسين كامل أن تزيح صدام عن السلطة وتضعه كبديل.
خلال يوم عطلة رسمية للاحتفال بذكرى «انتصار» العراق على إيران، يقوم حسين وصدام كامل بعبور الحدود إلى الأردن مع زوجتيهما - إبنتي صدام، رغد ورنا - اللذان يحذرا زوجيهما عن ما سيفعله والدهما بالزوجين إن استطاع الإمساك بهم. في حفل العطلة الرسمية، يقوم عدي بإشباع شهواته باغتصاب مضيفة. قصي يحس أن هناك شيء غير طبيعي عندما لا يحضر أي من أختيه ويقوم بتحذير أباه. في الأردن، يمنح الملك حسين المجموعة التي نفت نفسها لجوءاً فيما يعلنهم صدام كخونة في العراق. يخطط حسين كامل على إزالة صدام بالتعاون مع الغرب وذلك عن طريق كسب تعاونهم بإظهار أسرار تهمهم عن دولة العراق. تفشل خطط حسين كامل عندما يقرر صدام حسين أن يكشف كل المعلومات بنفسه. يصبح الأخوان حسين وصدام كامل معزولين في الأردن ويبدؤوا بخسارة تأييد الملك وعملاء السي آي أي. يتصل صدام بحسين كامل ويعرض عليه وعلى أخيه سماح إن عادا مع زوجتيهما إلى العراق. بعد أن صدق حسين كامل أنه سيسامح، وبعد أن خسر موقعه الاجتماعي يقوم بتشجيع الآخرين على العودة.
يتم استقبال حسين وصدام كامل على الحدود العراقية من قبل عدي وقصي، الذان يقوما بإهانتهما عن طريق إجبارهما أن يطلقا زوجتيهما وأن ينزعا الزي الرسمي العسكري العراقي. ولكن يتم السماح لهما بالرجوع إلى بيت عائلتهم. في ما بعد، يطلب صدام حسين من علي حسن المجيد أن يتم تطهير شرف عائلة المجيد من هذين الخائنين. يقوم علي بالإحاطة ببيت الأخوين مع عدد من الجنود ويعطيهم أسلحة لكي يحاربوا من أجل حياتهم. في معركة ممثلة، يقتل كل من حسين وصدام كامل.

### الجزء الرابع
2003: صدام وطارق عزيز يشاهدا الأنباء على التفزيون حول غزو العراق من قبل قوات التحالف الغربية. يقوم قصي بترتيب سحب كميات كبيرة من النقود والذهب من البنك المركزي العراقي وتبدأ العائلة بالتفرق حين تتم عملية تدريجية بإزالة صدام عن السلطة. عندما يبدأ الأمريكيون عمليات البحث عن صدام وعائلته، يهرب صدام إلى تكريت البدوية. هناك، يتصل بسميرة ويقول لها أن تذهب إلى لبنان، وبأنه لن يستطيع أن يأتي إليها حيث هي. مع بعض الحرس المخلصين، يختبئ صدام في بناية مهجورة في منطقة نائية، ويقوم بنشر رسائله من هذا المكان. يتابع كلاً من زوجته ساجدة وبناته الأوضاع عن طريق التلفزيون من سوريا.
يذهب عدي وقصي ومصطفى (ابن قصي) وأحد حراس عدي الشخصيين بالالتجاء بمنزل أحد اقاربهم في الموصل. يتم إعلام صدام أن هناك جائزة على رأس كل من أفراد عائلته وهو من ضمنهم، ولكن صدام يصر على أن الشرف العراقي هو فوق كل ابتزاز ورشوة. يقوم صاحب البيت الذي فيه عدي وقصي بالتبليغ عن مكانهم للأمريكيين، الذين يحيطون بالبناية. يعطي قصي ابنه بندقية ويقوم بمحاربة قوات التحالف إلى أن يتم قتلهم عبر إطلاق صاروخ. ساجدة تشاهد وبحزن تقارير التلفاز حول موت إبنيها.
يتم إعلام صدام عن موت إبنيه ويقوم بزيارة مقابرهم بالسر وبوضع أعلام عراقية عليها. يستمر بمحاولته بتشجيع الشعب العراقي بمقاومة الاحتلال قولاً أن إبنيه وحفيده هما أبطال الجهاد. يقوم حراسه ببناء حفرة في الأرض لإخفائه. يتم القبض على أحد حراسه خلال زيارة لحبيبته في بغداد. عندها تتابع الأحداث ويتم القبض على صدام في عملية الفجر الأحمر.

## وصلات خارجية
- بيت صدام على موقع IMDb (الإنجليزية)
- بيت صدام على موقع ميتاكريتيك (الإنجليزية)
- بيت صدام على موقع نتفليكس (الإنجليزية)
- بيت صدام على موقع Turner Classic Movies (الإنجليزية)
- بيت صدام على موقع أول موفي (الإنجليزية)
- بيت صدام على موقع فيلمافينيتي (الإسبانية)
- بيت صدام على موقع ليتربوكسد (الإنجليزية)
- بيت صدام على موقع كينوبويسك (الروسية)
- بيت صدام على موقع ألو سيني (الفرنسية)
- بيت صدام على موقع قاعدة بيانات الفيلم (الإنجليزية)

- الإصدار الصحفي الرسمي للبي بي سي.
- دراما لصدام على قناة البي بي سي 2 على أخبار بي بي سي
- مقالة عن بيت صدام ومقارنته بفلم العراب على البي بي سي العربي